# Montirat (Tarn)
Montirat település Franciaországban, Tarn megyében. Lakosainak száma 266 fő (2022. január 1.). Montirat Bor-et-Bar, Saint-André-de-Najac, Jouqueviel, Mirandol-Bourgnounac, Monestiés, Saint-Christophe, Le Ségur és Trévien községekkel határos.

## Népesség
A település népességének változása:
| Lakosok száma | 270  | 257  | 262  | 249  | 250  | 249  | 255  | 260  | 266  |
|               | 2013 | 2015 | 2016 | 2017 | 2018 | 2019 | 2020 | 2021 | 2022 |